# Liste der Bodendenkmäler in Metelen
Die Liste der Bodendenkmäler in Metelen enthält die denkmalgeschützten unterirdischen baulichen Anlagen, Reste oberirdischer baulicher Anlagen, Zeugnisse tierischen und pflanzlichen Lebens und paläontologischen Reste auf dem Gebiet der Gemeinde Metelen im Kreis Steinfurt in Nordrhein-Westfalen (Stand: September 2020). Diese Bodendenkmäler sind in Teil B der Denkmalliste der Gemeinde Metelen eingetragen; Grundlage für die Aufnahme ist das Denkmalschutzgesetz Nordrhein-Westfalen (DSchG NRW).
| Bild | Bezeichnung              | Lage    | Beschreibung | Bauzeit        | Eingetragen seit | Denkmal- nummer |
| ---- | ------------------------ | ------- | ------------ | -------------- | ---------------- | --------------- |
|      | Kirch- und Stiftsbereich | Metelen |              | 9. bis 19. Jh. | 07.04.1997       | 1               |